# Zelominor malagensis
Zelominor malagensis är en spindelart som beskrevs av Snazell och Murphy 1997. Zelominor malagensis ingår i släktet Zelominor och familjen plattbuksspindlar.
Artens utbredningsområde är Spanien. Inga underarter finns listade i Catalogue of Life.